# Leonid (Skobiejew)
Leonid, imię świeckie Jewgienij Dmitrijewicz Skobiejew (ur. 1851, zm. 19 stycznia 1932 w Moskwie) – rosyjski biskup prawosławny, od 1922 związany z ruchem odnowicielskim.

## Życiorys
Ukończył studia medyczne na Uniwersytecie Warszawskim, następnie także Wojskową Akademię Artylerii, studia prawnicze oraz studia na Moskiewskiej Akademii Duchownej. Wstąpił do monasteru, by zrobić karierę w hierarchii Rosyjskiej Cerkwi Prawosławnej. Uzyskał stopień magistra w zakresie teologii prawosławnej i był następnie rektorem seminarium duchownego w Wilnie w latach 1901-1903. Do 1914 był kolejno przełożonym monasterów Przemienienia Pańskiego w Nowogrodzie Siewierskim, Przemienienia Pańskiego w Penzie, Przemienienia Pańskiego i św. Abrahamiusza w Smoleńsku. Od 1914 kierował monasterem Opieki Matki Bożej w Astrachaniu. W 1918 jest wzmiankowany jako przełożony monasteru Starogołutwińskiego w Kołomnie, skąd został skierowany do monasteru Spotkania Włodzimierskiej Ikony Matki Bożej w Moskwie, by zastąpić archimandrytę Atanazego (Sambikina), który porzucił klasztor.
12 lipca 1920 patriarcha moskiewski i całej Rusi Tichon wyświęcił go na biskupa kowrowskiego, wikariusza eparchii włodzimierskiej. W 1921 biskup Leonid objął katedrę wierneńską. Już w roku następnym przystąpił do ruchu odnowicielskiego.
W Żywej Cerkwi został administratorem eparchii moskiewskiej, następnie zaś został podniesiony do godności arcybiskupiej i mianowany najpierw arcybiskupem krutickim, a następnie arcybiskupem penzeńskim i sarańskim. Współpracował z biskupem Antoninem (Granowskim). Również w 1922 władze radzieckie umieściły patriarchę Tichona w areszcie domowym. GPU na próżno starało się wymusić na nim rezygnację z kierowania Kościołem i przekazanie urzędu patriarchy Leonidowi (Skobiejewowi) lub Antoninowi (Granowskiemu).
Od października 1922 do marca 1923 był w Żywej Cerkwi arcybiskupem orłowskim, następnie odszedł w stan spoczynku. Brał udział w II Wszechrosyjskim Soborze, zwołanym przez działaczy odnowicielskich. W 1928 honorowo otrzymał godność metropolity, zaś w 1931, w dniu swoich 80. urodzin, otrzymał honorowe członkostwo w Synodzie Żywej Cerkwi. Zmarł dwa lata później, nigdy nie powracając do kanonicznej Cerkwi. Został pochowany na Cmentarzu Wagańkowskim w Moskwie.